# Tajgatandspindel
Tajgatandspindel (Erigone svenssoni) är en spindelart som beskrevs 1975 av Åke Holm. Arten ingår i släktet Erigone och familjen täckvävarspindlar. Tajgatandspindel förekommer i Skandinavien och Ryssland och som namnet antyder lever den på tajgan, i öppna myrbiotoper i fjällen. Inga underarter finns listade i Catalogue of Life.